# Bitshares
BitShares — публичная, основанная на блокчейне, торговая платформа реального времени с открытым исходным кодом. Она обеспечивает децентрализованный обмен активов, наподобие NYSE, но для криптовалют, без необходимости доверять централизованному фонду. BitShares обеспечивается криптовалютой «BTS», которая используется для платы за действия в сети или залога.
Эта платформа была спроектирована американским программистом и предпринимателем Дэном Ларимером, и запущена в июле 2014 года.

## История

### Начало
Второго июня 2013 года, предприниматель Дэн Лаример открыл путь для создания фиат/bitcoin обмена без депозита в наличных деньгах, предоставляя в залог другую криптовалюту.
Пока на различных форумах обсуждали этот концепт, он представил свои идеи Чарли Хоскинсону, сооснователю сети Ethereum, который помог доработать идею и создать бизнес-план. Вдвоем они представили план Ли Хиалаи, китайскому bitcoin-магнату, который согласился профинансировать разработку. К 4 июлю они основали компанию Invictus Innovations. Спустя несколько месяцев, в октябре 2013, Хоскинсон и Лаример презентовали концепт BitShares на bitcoin-конференции в Атланте.

### ProtoShares
Лаример стремится создать Bitshares X, блокчейн платформу для создания бизнесов, наподобие децентрализованного банка и обменника, стремясь предвнести технические инновации (как Bitcoin и Ethereum).
Он понимает, что для разработки нужно время, и создает BitShares PTS (известный как ProtoShares), биткойн-клон, токены которого по плану будут позже обновлены до Bitshares. Таким образом, ранние сторонники будут вовлечены в майнинг и обмен. Первый PTS блок был смайнен 5 ноября 2013 года.

### Изобретение DPOS (Delegated Proof of Stake)
Несколько недель спустя, Даниэль делает вывод, что майнинг имеет недостаток. Он утверждает, что майнинг в конечном итоге централизует сеть в странах с дешёвой электроэнергией.
Месяц спустя в новом релизе ProtoShares, он анонсировал, что в следующей версии проекта вместо Proof-of-work будет использоваться Proof-of-stake благодаря чему, любой желающий может использовать для поддержки сети свой домашний компьютер.
8 декабря 2013 года Лаример представил новый консенсус-алгоритм — Delegated Proof-of-stake, который был запущен на BitShares 19 числа того же месяца.

### Bitshares 2.0
13 октября 2015 года, Bitshares обновился до версии 2.0 известный сейчас как Graphene.

## Главные преимущества

### Быстродействие и масштабируемость
Разработчики заявляют, что BitShares способна обрабатывать 100,000 транзакций в секунду и даже больше, если применить оптимизацию. Для сравнения, VISA, одна из самых больших финансовых провайдеров в мире, обрабатывает порядка 2000 транзакций в секунду (максимальная 24,000 транзакций в секунду).

### Децентрализованный сервис обмена
BitShares позволяет пользователям торговать на полностью децентрализованном онлайн-сервисе обмена цифровых валют. Традиционные сервисы обмена криптовалют полагаются на личные сервера для хранения и контроля всех фондов, хотя потери из-за краж (Mt.Gox), хакерского взломами (Bitfinex) или закрытия (BTC-E) случаются. Идея децентрализованного сервиса состоит в том, чтобы давать доступ к личным активам, только самим пользователям используя закрытые ключи. Так пользователи сами полностью контролируют свои аккаунты, поэтому атаковать сеть нет смысла.

### Динамические права аккаунта
Для всех аккаунтов на платформе можно установить множественные права других аккаунтов, создавая иерархию прав существующую в реальных организациях. Таким образом действия аккаунта могут контролироваться несколькими людьми.

### Реферальная программа вознаграждения
В блокчейн встроена реферальная программа для привлекающих сторон. Часть комиссии при создании нового пользователя уходит рефералу, привлекшему этих людей.

### Выпуск пользовательских активов
Пользователи на BitShares могут создавать свои настраиваемые токены, к примеру для краудфандинга своего бизнеса или стартапа. Эти токены могут торговаться или храниться как постоянный актив. Такой токен должен иметь уникальное имя, описание, начальное и максимальное выпускаемое количество, а также может содержать сбор в пользу торговой площадки и многое другое.

### Децентрализованные активы

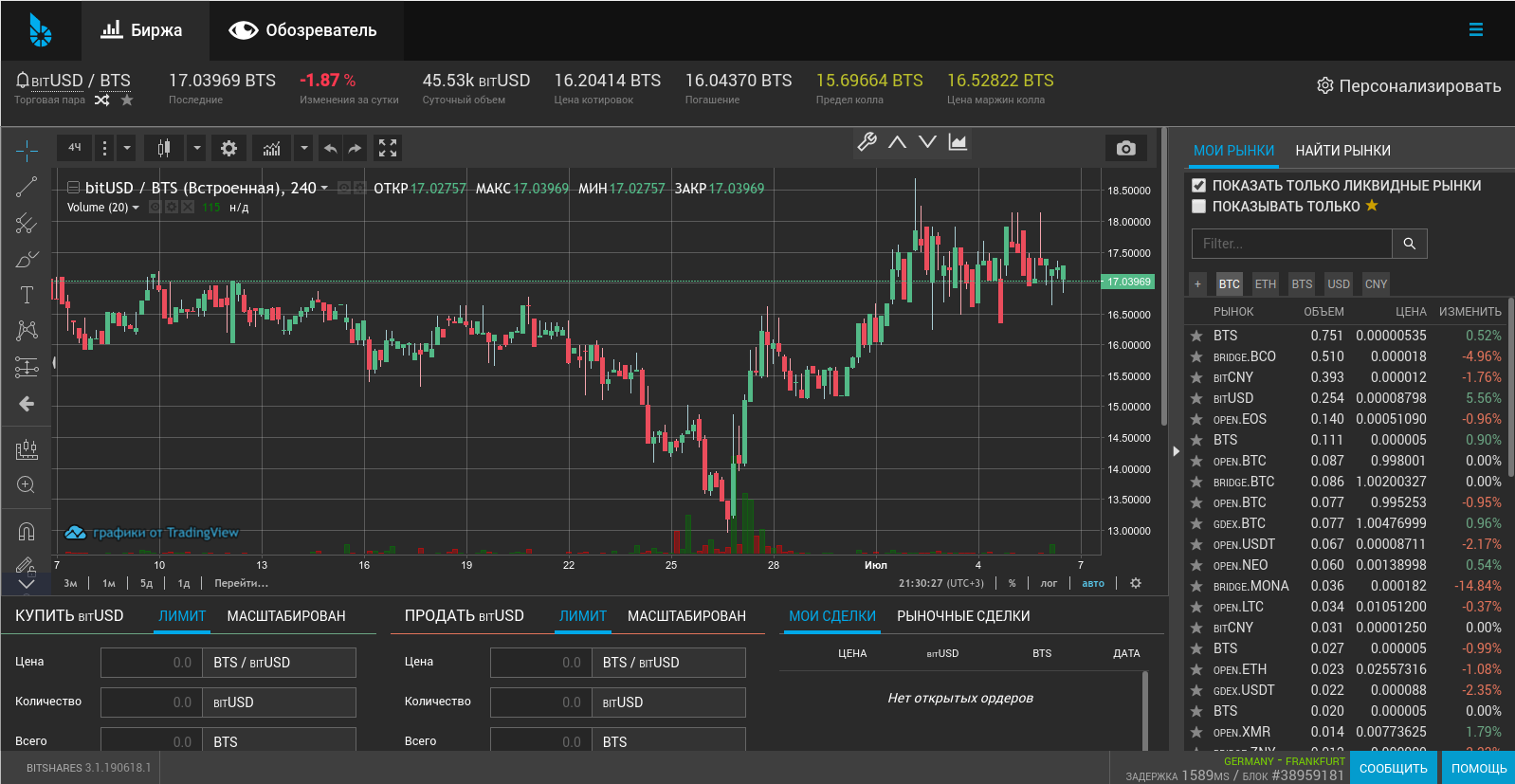
Внешний вид BitShares 3.1.190618

Децентрализованные активы или «Smartcoin» это токены, цена которых высчитывается и поставляется в блокчейн и выражена в токене BTS. Примером smartcoin-а может служить доллар США, драгоценный металл или акции компании. Любой желающий может занять у блокчейна такие токены, но взамен должен предоставить залог в виде BTS. После этого им можно торговать, а любой желающий может запросить обмен smartcoin на эквивалент в BTS. Таким образом smartcoin имеет ценность вне зависимости, от происхождения, и имеет фиксированную стоимость.

### Внесение и финансирование предложений
BitShares имеет резервный пул, хранящий поступления от транзакций в блокчейн. Держатели BTS могут вносить предложения о финансировании проекта из этого пула. Предложение будет одобрено только при одобрении большинства голосующих.

### Имена аккаунтов
Адрес кошелька на платформе BitShares использует читаемые имена выбранные пользователем, а не набор плохо запоминающихся символов, как в других блокчейнах.

### Делегированное доказательство владения долей
Делегирование доказательства владения долей (DPOS) — это модель достижения консенсуса в блокчейне. Она использует систему голосований для контроля параметров блокчейна, таких как комиссионные сборы, интервалы блоков, номера нодов для производства блоков и другого. Это способствует быстрому достижению консенсуса в течение одной секунды.
Ноды, производящие блоки, называются «заверители», они собирают все транзакции для формирования блока, отправляют этот блок другим и добавляют его в блокчейн.